# Hyperprolaktinämie
Als Hyperprolaktinämie wird eine Erhöhung des Prolaktinspiegels im Blut bezeichnet.
Wichtigste pathologische Ursachen sind:
- ein gutartiger Tumor des Hypophysenvorderlappens, ein sogenanntes Prolaktinom
- eine funktionelle Enthemmung durch verminderten Dopaminspiegel in der Hypophyse, z. B. durch Neuroleptika, Dopaminantagonisten, Metoclopramid, Veränderungen des Hypothalamus oder Unterbrechung des Hypophysenstiels
- eine funktionelle Stimulation der Prolaktinproduktion im Hypophysenvorderlappen, etwa bei einem Thyreotropinom, einem Thyreotropin produzierenden Tumor.
- eine primäre Hypothyreose mit einem Anstieg des Thyreoliberin, das im Hypophysenvorderlappen nicht nur die Produktion von Thyreotropin, sondern auch die von Prolaktin stimuliert
- als Folge von Niereninsuffizienz

Wichtigste physiologische Ursachen sind:
- eine taktile Stimulation der weiblichen Mamille
- Schwangerschaft
- Stress (physisch und/oder psychisch)

Bei morgendlicher Messung erklärt sich ein erhöhter Prolaktinspiegel ggf. aus der circadianen Rhythmik.
Hyperprolaktinämie geht mit vielfältigen Wirkungen einher. Unter anderem verringert sie bei Männern und Frauen die Libido und geht bei Männern mit einem geringen Testosteronspiegel einher.

## Geschichte
Synonyme aus der Zeit vor Prolaktinmessungen, die gelegentlich noch auftauchen, sind:
- Ahumada-DelCastillo-Syndrom oder Argonz-Ahumada-Castillo-Syndrom  (Kombination von Galaktorrhoe und Amenorrhoe)
- Chiari-Frommel-Syndrom (ausgeprägte postpartale Galaktorrhoe und Amenorrhoe)
- Forbes-Albright-Syndrom (Galaktorrhoe und Amenorrhoe bei einem Hypophysentumor),[2] sogenanntes Galaktorrhö-Amenorrhö-Syndrom.